# کسالی
کسالی (به لاتین: Kosalı) یک منطقه مسکونی در جمهوری آذربایجان است که در شهرستان شکی واقع شده است.